# Velká cena
Velká cena čili Grand Prix (francouzsky Grand Prix, [grãpri:]) je jednak nejvyšší ocenění v soutěžích z různých oblastí, jednak název automobilových nebo motocyklových závodů.
- Grand prix de littérature policière čili Velká cena detektivní literatury je francouzské literární ocenění udělované od roku 1948
- Velká cena Devíti, švédsky De Nios Stora Pris – švédská literární cena udělovaná od roku 1916
- Velká cena Eurovize – hudební soutěž pořádaná zeměmi, které jsou aktivním členem Evropské vysílací unie
- Velká cena Framaru – pražský závod dráhových cyklistů
- Velká cena Intervize – evropská mezinárodní písňová soutěž (1965–1968, 1977, 1980, 1983, 2008)
- Velká cena Křišťálový glóbus – Grand Prix – hlavní cena pro nejlepší film na Mezinárodním filmovém festivalu v Karlových Varech udělovaná od roku 1948
- Velká cena Merana – překážkový dostih pro čtyřleté a starší koně v italském Meranu

Automobilový nebo motocyklový závod
Velká cena je automobilový nebo motocyklový závod na umělém nebo silničním okruhu, kterým se několikrát projíždí. Trať měří několik set metrů až několik kilometrů. Start je většinou společný pro každou kategorii, takže diváci mají během závodu možnost srovnávat výkony jednotlivých jezdců. Jménem Grand Prix se označují jen významné závody na okruhu; podle posledních[kdy?] pravidel se má pořádat jen jedna Grand Prix v každém státě; dříve[kdy?] pořádaly Grand Prix i města, místní kluby atd. Kromě toho se pořádají Grand Prix evropské, které se konají na různých místech.
Kultura
Grand Prix, příp. Velká cena se udílí například v soutěžích:
- Bienále Grand Prix Svetozára Stračinu, Bratislava (Slovensko) – mezinárodní rozhlasová soutěž folklorních nahrávek
- Grand Prix Architektů – Národní cena za architekturu (GPA-NCA) – česká soutěžní přehlídka pro architekty pořádaná od roku 1993 Obcí architektů
- Larnaca Biennale, Larnaka (Kypr) – výtvarné bienále
- Medjunarodna izložba portreta u crtežu i grafici [Mezinárodní výstava portrétů v kresbě a grafice], Tuzla (Bosna a Hercegovina, dř. Jugoslávie)
- Mednarodni grafični bienale [Mezinárodní bienále grafiky], Lublaň (Slovinsko, dř. Jugoslávie)
- Mezinárodní bienále dřevorytu a dřevořezu v Banské Bystrici (Slovensko)
- Mezinárodní bienále grafického designu v Brně (Grand Prix Bienále Brno)
- Meždunarodnoto bienale na grafikata v Varna (Международното биенале на графиката във Варна [Mezinárodní bienále grafiky ve Varně]), Varna (Bulharsko); významné evropské bienále, které trvá od roku 1981; v roce 2001 bylo vřazeno do evropské turistické trasy UNESCO
- Triennale Europea dell'Incisione [Evropské trienále rytiny], Udine (Itálie)
- Triennale for Painting, Drawing and Graphics [Trienále malby, kresby a grafiky], Nai Dillí (Indie)
- aj.